# Miło było pana poznać
Miło było pana poznać – pierwszy album studyjny polskiej piosenkarki Mery Spolsky. Płyta ukazała się 15 września 2017 nakładem wydawnictwa Kayax. Wszystkie utwory na albumie stworzyła sama artytka, za miks i mastering odpowiadał Sławek „Guadky” Gładyszewski.
Album był nominowany do Nagrody Muzycznej „Fryderyk” w kategorii  album roku elektronika.

## O albumie
Mery Spolsky opisała album jako „kilkunasto-piosenkowy list do jednej, prawdziwej osoby, która nagle pojawiła się w jej życiu i zniknęła”, a także jako „chronologiczny opis etapów co się działo w głowie spolsky, która się zakochała, ale jednocześnie znienawidziła”.

## Single
Debiutanckim singlem z płyty był utwór „Miło było pana poznać”, który został wydany 12 czerwca 2017 wraz z teledyskiem. 25 kwietnia 2018 piosenkarka wykonała utwór w nowej wersji podczas Sofar Warsaw, towarzyszył jej No Echoes.
Drugim singlem z płyty został „Alarm”, który został udostępniony 8 września 2017 wraz z teledyskiem zarejestrowanym w Tokio. Tekst do piosenki powstał natomiast we Francji.
Trzeci singiel, „Liczydło”, ukazał się 8 marca 2018 wraz z teledyskiem, będącym kontynuacją fabuły z wideoklipu do utworu „Miło było pana poznać”.

## Lista utworów
Spis sporządzono na podstawie materiału źródłowego:
| 1.  | Dzień dobry very much                 | 1:00  |
|     |                                       |       |
| 2.  | Niema Mery                            | 3:22  |
|     |                                       |       |
| 3.  | Miło było pana poznać                 | 4:55  |
|     |                                       |       |
| 4.  | Brak                                  | 4:03  |
|     |                                       |       |
| 5.  | Wrzesień (nie zrób mnie w konia, au!) | 3:41  |
|     |                                       |       |
| 6.  | Przegapiłam pogrzeb swój              | 4:26  |
|     |                                       |       |
| 7.  | Liczydło                              | 4:42  |
|     |                                       |       |
| 8.  | Kolego                                | 4:18  |
|     |                                       |       |
| 9.  | Alarm                                 | 3:16  |
|     |                                       |       |
| 10. | Sukienka w pasky                      | 4:20  |
|     |                                       |       |
| 11. | Salvador Spolsky                      | 3:31  |
|     |                                       |       |
|     |                                       | 41:34 |
|     |                                       |       |

## Nagrody i nominacje
| Rok  | Konkurs        | Kategoria                 | Rezultat  | Źródło |
| ---- | -------------- | ------------------------- | --------- | ------ |
| 2018 | Fryderyki 2018 | Fonograficzny debiut roku | Nominacja | [ 2 ]  |
| 2018 | Fryderyki 2018 | Album roku elektronika    | Nominacja | [ 2 ]  |